# Ј с ремешком вверх дном
,  (Ј с ремешком вверх дном/башкирское Е) — буква кириллицы, которая использовалась в башкирском алфавите Мстислава Александровича Кулаева в 1912 году. В МФА обозначает звуки [jɪ̞] и [ɪ̞].

## Кодировка
Эта буква еще не была закодирована в Юникоде.